# سفارة روسيا في كندا
سفارة روسيا في كندا هي أرفع تمثيل دبلوماسي لدولة روسيا لدى كندا. تقع السفارة في أوتاوا وهي تهدف لتعزيز المصالح الروسية في كندا.

## وصلات خارجية
- الموقع الرسمي
- قائمة سفارات روسيا
- قائمة السفارات في كندا